# Pseudochromis coccinicauda
Pseudochromis coccinicauda är en fiskart som först beskrevs av Tickell, 1888.  Pseudochromis coccinicauda ingår i släktet Pseudochromis och familjen Pseudochromidae. Inga underarter finns listade i Catalogue of Life.